# Linia kolejowa nr 59

Mikłaszewo

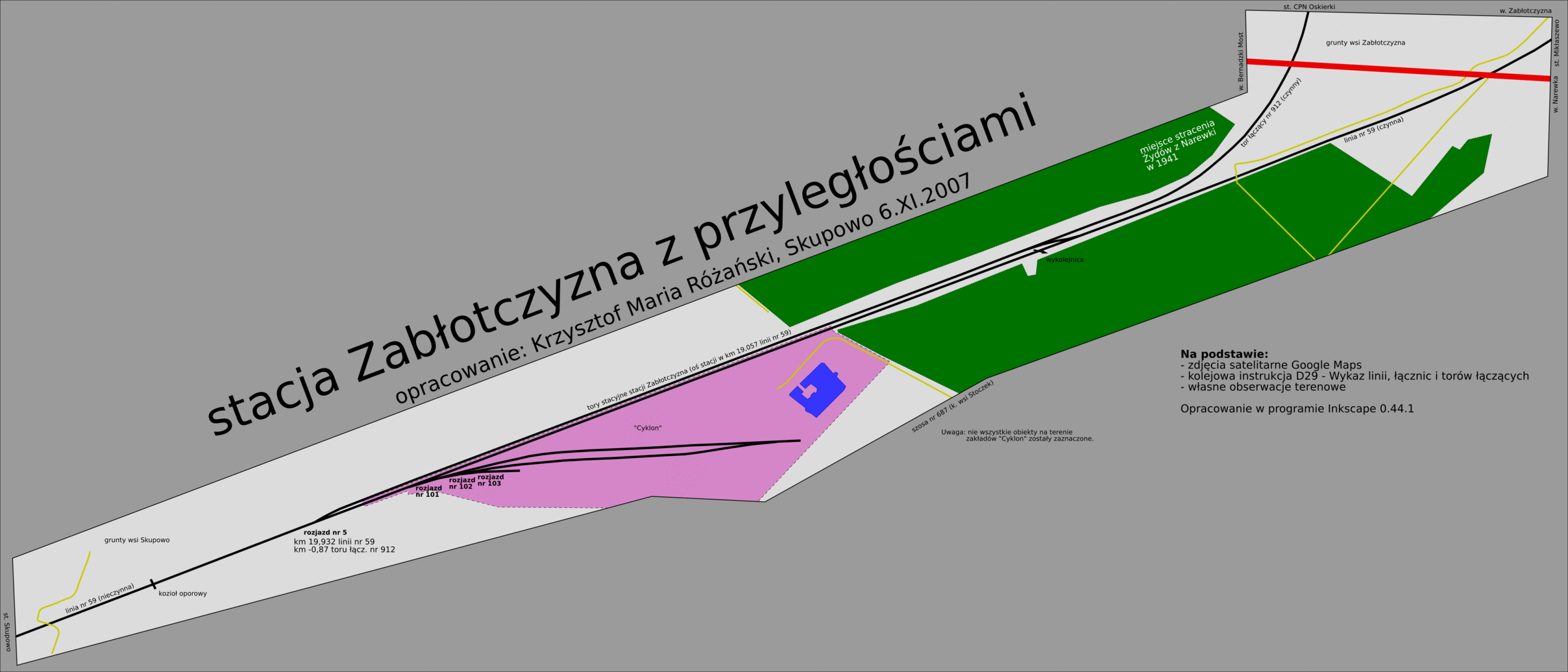
Zabłotczyzna (schemat sprzed przebudowy)

Skupowo (schemat aktualny)

Skupowo (schemat sprzed przebudowy)

Chryzanów (schemat sprzed przebudowy)

Linia kolejowa nr 59 – szerokotorowa linia kolejowa we wschodniej Polsce o łącznej długości 27 km, zbudowana z myślą o ruchu towarowym z ZSRR do ukrytych w Puszczy Białowieskiej punktów przeładunkowych z toru szerokiego na normalny: Siemianówka, Wiącków, Planta, Oskierki i Chryzanów.
Obecnie  czynna na całej długości; na odcinku do Zabłotczyzny w zarządzie PKP PLK, pozostała część stanowi infrastrukturę terminalu Chryzanów. W 2014 roku marszałek województwa podlaskiego przyznał PKP Polskie Linie Kolejowe dotację na studium dotyczące rewitalizacji linii kolejowej nr 59 na odcinku granica państwa – Chryzanów.
Dwukrotnie krzyżuje się z drogą wojewódzką 687.
| Tor 1         | Tor 1         | Tor 1               | Tor 1     | Tor 1            |
| ------------- | ------------- | ------------------- | --------- | ---------------- |
| odcinek linii | odcinek linii | pociągi pasażerskie | szynobusy | pociągi towarowe |
| km pocz.      | km końcowy    | pociągi pasażerskie | szynobusy | pociągi towarowe |
| 0,000         | 20,132        | 50                  | 50        | 50               |
| 20,132        | 27,155        | 10                  | 10        | 10               |